# رودريغو باتشيكو
رودريغو باتشيكو (بالإسبانية: Rodrigo Pacheco)‏ (15 أغسطس 1996 ببوينس آيرس في الأرجنتين - ) هو لاعب كرة قدم أرجنتيني في مركز الهجوم. لعب مع Orange County SC ‏.

## وصلات خارجية
- رودريغو باتشيكو على موقع الدوري الأمريكي (الإنجليزية)
- رودريغو باتشيكو على موقع قاعدة بيانات كرة القدم.إي يو (الإنجليزية)
- رودريغو باتشيكو على موقع Soccerway.com (الإنجليزية)